# Karl Gustavs församling, Göteborgs stift
Karl Gustavs församling var en församling i Göteborgs stift och i Varbergs kommun. Församlingen uppgick 2006 i Kungsäters församling.

## Administrativ historik
Karl Gustavs församling har medeltida ursprung. Namnet var före 24 september 1828 Skedeskamma församling.
Församlingen var till 2006 annexförsamling i pastoratet Kungsäter, Gunnarsjö, Grimmared och Karl Gustav. Församlingen uppgick 2006 i Kungsäters församling.

## Kyrkobyggnader
- Karl Gustavs kyrka